# Miti hue
Le miti hue est un condiment polynésien fabriqué à partir de la fermentation d'amande râpée de jeunes noix de coco encore vertes, d'eau de mer et de têtes de chevrettes écrasées. Ce stade de maturité des noix de coco est appelé 'omoto en tahitien, et les chevrettes sont des crevettes d'eau douce présentes dans les rivières des îles du pacifique sud. Les têtes de chevrettes sont partiellement décortiquées puis écrasées ou pressées, pour obtenir un jus qui sert d'agent de fermentation. Après une période de fermentation, le produit est ensuite grossièrement filtré pour en retirer une partie de l'eau. Sa consistance finale est à mi-chemin entre le liquide et le solide.
Fréquemment consommé lors des repas traditionnels polynésiens (ma'a tahiti, en reo maohi), il est généralement salé avant consommation et sert de sauce pour accompagner le taro, le uru et les plats de poisson.